# علی‌آباد علیا (قائنات)
علی آباد علیا روستایی در دهستان قائن بخش مرکزی شهرستان قائنات استان خراسان جنوبی ایران است. بر پایه سرشماری عمومی نفوس و مسکن در سال ۱۳۹۰ جمعیت این روستا ۲۳۳ نفر (در ۸۲ خانوار) بوده‌است.